# 萨利佐莱
萨利佐莱（義大利語：Salizzole），是意大利威尼托大区维罗纳省的一个市镇。总面积30.65平方公里，人口3776人，人口密度123.2人/平方公里（2009年）。国家统计（ISTAT）代码为023068。